# Ricardo Fernández de la Reguera
Ricardo Fernández de la Reguera Ugarte (Barcenillas, Ruente, Cantabria, 27 de abril de 1912 - Barcelona, 4 de mayo de 2000) fue un novelista y ocasional crítico literario y artístico español.

## Biografía
A los siete años emigró con su familia a Chile (1919); volvió a España cuando ya contaba trece. Estudió Filosofía y Letras en Madrid y Barcelona. La guerra civil le encontró en el bando nacional. Fue profesor adjunto de la Universidad de Barcelona, trabajó también como profesor de Enseñanza Media y se casó con la poetisa y novelista Susana March, de la que tuvo un hijo, el arquitecto Alfredo Fernández de la Reguera March.
Su primera novela fue Un hombre a la deriva (Barcelona, 1947), de corte existencialista, a la que siguió Cuando voy a morir (Barcelona, 1951), Premio Ciudad de Barcelona. La crítica señala la perspectiva humanista, el realismo de raíz galdosiana y sus comienzos existenciales con rasgos del tremendismo. La temática que cultiva en general es la denuncia la situación del hombre ante la sociedad.
Fue un éxito internacional y de crítica Cuerpo a tierra, su novela más traducida, que se ambienta en la guerra civil y posee alguna carga autobiográfica; un soldado falangista cuenta su vida en el frente y se presenta tratado como carne de cañón sin motivo; considera la guerra sencillamente como un absurdo incomprensible y un desastre desde una perspectiva humanista. Algunos críticos la consideran la mejor novela sobre la guerra civil española. Después escribió Perdimos el paraíso (Barcelona, 1955), Premio Internacional Club de España; sus protagonistas son dos niños que observan a su manera el mundo adulto. Al año siguiente publica Bienaventurados los que aman (1956) Premio Concha Espina.
En Vagabundos provisionales (Barcelona, 1959) narra el viaje a pie de tres personas por Soria y Burgos. En 1963 publicó una colección de relatos, Espionaje, especie de parábolas kafkianas de atmósfera agobiante y gran patetismo tituladas "Experimento", "Bajo un sol ardiente", "La extranjera", "Fases de una evolución", "Soledad", "Callejón sin salida", "Máquinas" y el que le da título, "Espionaje". Mereció este libro un gran elogio del crítico Ricardo Doménech.
Con su esposa se animó a continuar los Episodios nacionales del escritor español del XIX Benito Pérez Galdós. Bautizaron a esta serie de novelas históricas Episodios nacionales contemporáneos. La editorial Planeta los publicó desde 1963 a 1972 y tuvieron cierto éxito, llegándose a reimprimir varias veces la mayoría de los doce tomos de que consta. La serie se inicia con Héroes de Cuba y sigue con Héroes de Filipinas, El fin de una regencia, La boda de Alfonso XIII, La Semana Trágica, España neutral (1914-1918), El desastre de Annual, La Dictadura, La caída de un rey, La república, La guerra (1936-1939) y La postguerra. En estos relatos se contraponen las vidas de dos familias opuestas por sus orígenes sociales: los obreros Pedrell y los burgueses Aymerich. Muchas de sus obras anteriores fueron traducidas al francés, al inglés, al ruso y, sobre todo, al alemán. Falleció en Barcelona el 4 de mayo de 2000.

## Obras

### Narrativa
- Entre otoño y primavera (1945)
- Un hombre a la deriva (1947)
- El corazón en el río (1949)
- Cuando voy a morir (1950) Premio Ciudad de Barcelona 1951. Traducido al francés, al inglés y al alemán.
- Perdimos el paraíso (1955), Premio Internacional Club de España. Cuatro impresiones. Traducido al alemán.
- Cuerpo a tierra (1957). Doce impresiones en español. Traducido al inglés, al francés, al alemán y al ruso.
- Bienaventurados los que aman (1957), Premio Concha Espina. Traducido al alemán.
- Vagabundos provisionales (1959)
- Espionaje. Narraciones (1963)
- Con Susana March, Episodios Nacionales Contemporáneos (a partir de 1963)
  - I. Héroes de Cuba (Los héroes del desastre), 2 vols. Tres impresiones.
  - II. Héroes de Filipinas (Los héroes del desastre), nueve impresiones.
  - III. El fin de una Regencia. Siete impresiones.
  - IV. La boda de Alfonso XIII. Nueve impresiones.
  - V. La Semana Trágica, 2 vols. Diez impresiones.
  - VI. España neutral: 1914-1918. Diez impresiones en español.
  - VII. El desastre de Annual. Once impresiones en español.
  - VIII. La Dictadura, 2 vols.: Tomo I: El directorio militar: 1923-1925. Tomo II; El régimen civil, 1926-1930. Tres impresiones.
  - IX. La caída de un rey. 2 vols. Seis impresiones.
  - X. La República
  - XI. La guerra (1936-1939)
  - XII. La posguerra.
- Experimento, 1972.
- Un hombre llamado Roni, 1982.

### Ensayo
- Con Sebastián Juan Arbó, selección e introducciones a seis volúmenes de novelistas ingleses, Maestros ingleses. Barcelona: Edit. Planeta, 1961 a 1964.
- Don Juan y Casanova. Santander: La Isla de los Ratones, 1969.
- La república de los soñadores, 1977
- Joan Martí, Ausa, 1985.